# Professor Layton en de Melodie van het Spook
Professor Layton en de Melodie van het Spook (レイトン教授と魔神の笛, Reiton-kyōju to majin no fue, Professor Layton and the Spectre's Call / Last Specter) is een puzzelavontuur computerspel ontwikkeld door Level-5 en uitgegeven door Nintendo. Het spel verscheen op 25 november 2011 voor de Nintendo DS. Dit is het vierde spel in de hoofdserie van de Professor Layton-spellenreeks. Chronologisch gezien is dit het eerste spel. Samen met de twee vervolgdelen (Professor Layton en het Masker der Wonderen en Professor Layton en de Erfenis van de Azran) vormt het een prequel trilogie dat zich afspeelt vóór Professor Layton and the Curious Village.

## Spelervaring
Net als in de voorgaande delen moet de speler omgevingen verkennen, puzzels oplossen en mysteries ontrafelen. Het oplossen van puzzels levert picarats op: hoe minder fouten de speler maakt, hoe meer picarats een puzzel oplevert. Voor welke puzzel kunnen drie reguliere hints en één superhint worden gekocht met hintmunten die overal tijdens het verkennen te vinden zijn.
Net als in voorgaande delen heeft Masker der Wonderen een aantal nieuwe minigames. Nieuwe uitdagingen worden vrijgespeeld door het oplossen van puzzels. De minigames zijn als volgt:
- De speelgoedtrein: Leid het speelgoedtreintje via alle stations veilig naar het eindpunt. De hoeveelheid brandstof is beperkt, dus kan de trein maar een beperkte afstand afleggen.
- De vis: Plaats de luchtbellen in het aquarium en help de vis om alle munten binnen de tijd te verzamelen. De vis ketst af tegen luchtbellen, wanden en andere obstakels in het aquarium.
- De poppenkast: Regisseer de poppen op het podium en zorg dat ze de drie voorstellingen tot een goed einde brengen. Vul de juist handelingen in op de lege plekken in het script.

Er zijn in totaal 170 puzzels te vinden in het verhaal. Via Nintendo Wi-Fi Connection kon de speler wekelijks een extra puzzel downloaden. Er verschenen meer dan dertig wekelijkse puzzels. Op 20 mei 2014 is de Nintendo Wi-Fi Connection-service stopgezet en is het niet meer mogelijk om de extra puzzels te downloaden.

## Verhaal

### Synopsis
"In het nevelige dorpje Misthallery onderzoekt de professor de geruchten over een legendarisch spook. Al snel ontdekt hij een verband tussen het spook en een kleine jongen met de naam Luke, die hem zal helpen dit verbijsterende mysterie op te lossen..." (Nintendo, 2011)

### Samenvatting

#### Het avontuur
Professor Layton ontmoet zijn nieuwe assistente Emmy Altava en vertelt haar dat hij op weg is naar Misthallery. Hij heeft een brief ontvangen van zijn goede vriend Clark Triton, die schrijft dat zijn stad 's nachts wordt aangevallen door een spook. Bij aankomst blijkt niet Clark, maar zijn zoon Luke de brief te hebben geschreven. De jonge jongen kan voorspellen waar de spook de volgende keer zal verschijnen en wil dat Layton hem helpt het gevaar te stoppen. Luke sluipt het huis uit om Layton en Emmy te helpen met het onderzoek. Als ze 's nachts in het hotel zijn, zien ze vanuit het raam (terwijl ze het geluid van een fluit horen) een enorme spook uit de mist verschijnen. Het spook laat een spoor van vernieling door de stad achter en verdwijnt weer in het niets.
De volgende dag gaat het drietal naar de zwarte markt om meer te weten te komen over de fluit, waarvan wordt gezegd dat die het spook bestuurt. Nadat ze het vertrouwen winnen van de Zwarte Raven (een groep kinderen die de baas zijn op de zwarte markt), komt Layton te weten dat wijlen Evan Barde de fluit op een veiling kocht vlak voordat het spook de stad begon aan te vallen. Het team besluit een bezoek te brengen aan het landhuis van Barde om te praten met zijn dochter. Zij en Luke waren ooit goede vrienden, totdat ze kluizenaar werd. Ze lijdt aan een terminale ziekte en de dorpsbewoners denken dat zij een heks is.
Arianne weigert om met iemand te praten, dus gaan Layton en Luke verder met het ondervragen van de dorpsbewoners en vertrekt Emmy naar Scotland Yard om informatie te vinden over de dood van Evan Barde. Met hulp van inspecteur Chelmey en inspecteur Grosky vindt Emmy het dossier. Grosky gaat met Emmy mee naar Misthallery, zodat plaatselijk politiehoofd Levin Jakes meer informatie kan overhandigen. Dat weigert Jakes echter en hij eist dat Layton binnen 24 uur het dorp verlaat. Jakes wil niet dat de dood van Evan Barde verder wordt onderzocht. Het drietal gaat opnieuw naar Arianna. Als ze vertellen wat ze te weten zijn gekomen, wil ze toch praten. Ze begeleidt hen naar het naastgelegen meer en begint op de fluit te spelen. Een prehistorische wezen genaamd Loosha rijst op uit het water.

#### De ontknoping
Jakes blijkt het drietal gevolgd te zijn en neemt Arianna en Loosha in hechtenis. Hij beweert dat zij verantwoordelijk zijn voor de aanvallen van het spook. Layton, Emmy en Luke gaan door met het onderzoek en komen terecht in een verlaten fabriek, waar ze de echte fluit vinden. Als Arianna en Loosha op het plein publiekelijk worden beschuldigd, verschijnt Layton om de ware identiteit van het spook te onthullen: het is een graafmachine die stad vernield tijdens een zoektocht naar de Gouden Tuin - een eeuwenoude ruïne waarvan wordt aangenomen dat die onder Misthallery ligt. Layton onthult dat de butler van Clark Triton een wetenschapper genaamd Jean Descole in vermomming is. Descole is op zoek is naar de Gouden Tuin en hij houdt Clark Tritons vrouw en de echte butler gegijzeld. Nu zijn plannen zijn onthuld, combineert Descole zijn machines tot één gigantische machine in een laatste poging de stad met de grond gelijk te maken.
Met gebundelde krachten verslaan Layton, Luke, Emmy, Loosha en de Zwarte Raven de machine en wordt Descole gedwongen zich terug te trekken. Loosha is ernstig gewond geraakt tijdens het gevecht en gebruikt haar laatste krachten om de sluizen van de dam te slopen. Het meer wordt drooggelegd en de ingang naar de Gouden Tuin komt tevoorschijn. Loosha overlijdt en de groep gaat de Gouden Tuin binnen. Arianna beseft wat Loosha's ware bedoelingen waren: de spook lang genoeg bevechten en zorgen dat de tuin intact blijft. Luke realiseert zich dat hij nog veel moet leren over de wereld en wordt Laytons leerling.

#### Epiloog
Luke neemt afscheid van Arianna en de anderen. Hij laat Misthallery achter zich om met Layton mee op avontuur te gaan. Door de geneeskrachtige werking van de Gouden Tuin geneest Ariana volledig. De ontdekking van de Gouden Tuin wordt na een jaar openbaar gemaakt en zorgt ervoor dat Layton een erkende naam wordt in de archeologie. Descole zit in koets en bereidt zijn volgende plan voor.

## Personages
In tegenstelling tot de voorgaande spellen zijn er niet twee, maar drie protagonisten. Professor Hershel Layton en Luke Triton zijn bekende personages uit de eerste trilogie, Emmy Altava is een nieuwkomer. Dit spel is chronologisch gezien het eerste deel en in dit spel is te zien hoe Layton, Emmy en Luke elkaar voor het eerst ontmoeten. Emmy heeft grote bewondering voor de professor en schijnt hem al eens ontmoet te hebben. Oma Riddleton verschijnt kort om uit te leggen dat ze op vakantie gaat en dat haar kat Keats haar taak als puzzelbewaarder waarneemt. Alleen Emmy ontmoet Oma Riddleton en zegt daarover niks tegen Layton en Luke (Oma Riddleton ontmoet de professor en zijn leerling pas in Professor Layton and the Curious Village). Jean Descole is de nieuwe antagonist en is net als Don Paolo uit de eerste originele trilogie een meester der vermommingen. In dit spel wordt niet bekend wie hij is en wat zijn ware bedoelingen zijn, maar hij lijkt Layton van vroeger te kennen.